# Двухюрточное
Двухюрточное (употребляется без ъ) — пресноводное озеро в Усть-Камчатском районе Камчатского края. Его площадь составляет 11,9 км², длина 6,3 км, максимальная ширина — 2 км. Озеро имеет ледниково-запрудное происхождение. Образовалось благодаря опусканию небольшого участка речной долины. Озеро находится в восточных отрогах Срединного хребта, к востоку от сопки Алней, на высоте 266 м над уровнем моря. Питание озера смешанное. Озеро проточное — через него проходит, впадая на западе и вытекая на востоке, река Двухюрточная. К северу от впадения реки Двухюрточной в него впадают два термальных ручья — Первый и Второй Термальный.
Озеро Двухюрточное является одним из нерестовых водоёмов полуострова.
Над северным берегом озера возвышается вулкан Олений (гора Двухюрточный Северный) (1081 м).